# Von Rajalin
von Rajalin, var en numera utslocknad adelsätt med en adlig och en friherrlig gren. Båda dessa grenar härstammar från sjömilitären Thomas von Rajalin, som från enkelt ursprung i Finland arbetade sig upp från båtsman till amiral under hattarnas ryska krig. Han adlades strax före sin död år 1741.
Den friherrliga grenen utgick från Thomas von Rajalins son Johan, som upphöjdes i friherrligt stånd år 1771. Den utdog med en son till honom år 1826.

## Kända medlemmar
- Salomon von Rajalin